# Инкижекова-Грекул, Анастасия Ивановна
Анастаси́я Ива́новна Инкижекова-Грекул (род. 27 декабря 1919, аал Чарков, Минусинского уезда) — исследователь хакасского языка, кандидат филологических наук, автор первого хакасско-русского словаря (М., 1953, соавтор Н. А. Баскаков).

## Биография
Окончила Красноярский педагогический институт (1941). Трудовую деятельность начала инспектором Аскизского районного отдела народного образования, затем — методист Областного педагогического кабинета Института языков АН СССР.
В 1948 году защитила кандидатскую диссертацию «Сагайский диалект хакасского языка».
В 1948—1949 годах — заведующая кафедрой хакасского языка Абаканского педагогического института, научный сотрудник ХакНИИЯЛИ, с 1949 по 1985 год работала в НИИ национальных школ АПН РСФСР, затем СССР.
Ею написано учебное пособие «Хакаский язык» (фонетика, структура слов, состав — Приложения к ХРС). Участвовала в написании «Грамматики хакасского языка» (разделы Числительные, Междометие, Частицы, Союзы, Словосочетания и т. д.). Автор учебников «Русский язык» 2-3 кл. для школ тюркских народов (1975). Автор серии букварей «Обучение русской грамоте учащихся хакасских школ».
Отличник народного просвещения (1976), заслуженный деятель науки РСФСР (1979).